# Монтпилиър
Вижте пояснителната страница за други значения на Монпелие.
Монтпилиър (на английски: Montpelier) е град в САЩ, столицата на щата Върмонт.
Градът носи името на френския град Монпелие. Монтпилиър е и окръжен център на окръг Вашингтон. С население от само 8035 жители (2000) Монтпилиър е столицата на щат в САЩ с най-малко население.
Получава статут на град на 14 август 1781 г.

## Известни личности
Родени в Монтпилиър
- Анаис Мичъл (р. 1981), музикантка